# 12. januar
12. januar er dag 12 i året, i den gregorianske kalender. Der er 353 dage tilbage af året (354 i skudår).
- Reinholds dag, opkaldt efter byggeleder fra et kirkebyggeri i Köln i 1200-tallet. Han fik hovedet knust af byggearbejderne, da han bad dem sætte tempoet i vejret.
- Dagen er en af de uheldige i Tycho Brahes kalender.

### Begivenheder
Født - Dødsfald
- 1528 – Gustav Vasa krones til konge af Sverige i Uppsala Domkirke
- 1771 – Det danske tallotteri bliver oprettet af Johann Friedrich Struensee, ophører igen i 1851.
- 1822 – Grækenland bliver erklæret for en uafhængig stat, efter et års frihedskamp mod det tyrkiske overherredømme.
- 1827 – Thomasine Gyllembourg, forfatterinde, debuterer i tidsskriftet Kjøbenhavns flyvende Post.
- 1910 – Daells Varehus får sin første postordrebestilling - og datoen regnes som varehusets stiftelsesdag.
- 1945 – Sovjetunionen begynder en massiv offensiv mod Tysklands østlige provinser.
- 1959 – Pladeselskabet Motown Records grundlægges af Berry Gordy i Detroit.
- 1978 – Mere end 20 omkommer i den værste storm i Storbritannien i 25 år.
- 1979 – Det værste massemord i Nordens kriminalhistorie bliver afsløret da en 18-årig hospitalsmedhjælper i Malmø, Sverige, bliver anholdt og tilstår at have dræbt 19 ældre patienter.
- 1993 – Det norsk-amerikanske tankskib Braer knuses mod klipperne på Shetlandsøerne, og 85.000 tons råolie fosser ud i havet.
- 1996 – Brian Nielsen bliver den første danske verdensmester i sværvægtsboksning, da han i København knockoutbesejrer amerikaneren Tony La Rosa i anden omgang.
- 2004 – Verdens daværende største krydstogtskib, britiske "Queen Mary 2", afsejler fra Southampton på sin jomfrurejse.
- 2006 – Annemette Hommel dømmes i Københavns Byret skyldig i pligtforsømmelse efter den militære straffelov i Irak. Hun frifindes senere i Østre Landsret.
- 2010 – Haiti rammes af et jordskælv, som måler 7 på Richterskalaen.
- 2012 – Berlingske Media lukker gratisavisen Urban, og dermed er der kun Metro Internationals to gratisaviser tilbage: metroXpress og 24 timer.

### Født
- 1629 - Georg Simon Winter von Adlersflügel, tysk ritmester, hestelæge og forfatter (død 1701).
- 1729 - Edmund Burke, irsk-engelsk politiker, forfatter og filosof (død 1797).
- 1876 - Jack London, amerikansk forfatter (død 1916).
- 1893 - Hermann Göring, tysk topnazist (død 1946).
- 1906 – Emmanuel Levinas, fransk filosof og Talmud-tolker (død 1995).
- 1906 – Ernst Syberg, dansk maler (død 1981).
- 1910 - Luise Rainer, tysk skuespillerinde (død 2014).
- 1915 - Tove Wallenstrøm, dansk skuespillerinde (død 2013).
- 1916 - P.W. Botha, sydafrikansk premierminister (død 2006).
- 1924 - Grethe Holmer, dansk skuespillerinde (død 2004).
- 1925 - Bodil Udsen, dansk skuespillerinde (død 2008).
- 1929 - Alasdair MacIntyre, skotsk filosof.
- 1931 - Jørn Hjorting, dansk radiovært.
- 1937 - Marie Dubois, fransk skuespillerinde (død 2014).
- 1937 - Shirley Eaton, engelsk skuespillerinde.
- 1939 - John Høybye, dansk komponist.
- 1941 - Arne Worsøe, dansk koncertarrangør (død 2013).
- 1944 - Joe Frazier, amerikansk sværvægtsbokser (død 2011).
- 1944 - Viktoria Postnikova, russisk pianist.
- 1945 - Bodil Steensen-Leth, dansk forfatter.
- 1945 - Ib Friis, dansk botaniker.
- 1947 - Samuel Rachlin, dansk journalist, forfatter og kommunikationsdirektør
- 1947 - Henning Munk Jensen, dansk fodboldspiller (død 2023).
- 1948 - William Nicholson, britisk forfatter.
- 1949 - Haruki Murakami, japansk forfatter.
- 1950 - Johannes Riis, dansk bogforlægger.
- 1951 - Kirstie Alley, amerikansk skuespillerinde (død 2022).
- 1957 - John Lasseter, amerikansk tegnefilmsinstruktør.
- 1957 - Camilla Christensen, dansk forfatter og journalist.
- 1959 - Per Gessle, svensk musiker i Roxette.
- 1959 - Michael Hutchence, australsk sanger (død 1997).
- 1972 - Claus Steinlein, dansk fodboldspiller.
- 1974 - Melanie C, engelsk sangerinde.
- 1979 - David Zabriskie, amerikansk cykelrytter.
- 1986 - Jakob Oftebro, norsk/dansk skuespiller .
- 1991 - Pixie Lott, engelsk sangerinde.
- 1993 - Zayn Malik, engelsk boybandsanger.

### Dødsfald
- 1519 - Maximilian 1., tysk-romersk kejser (født 1459).
- 1914 - Louise Phister, kgl. dansk skuespiller (født 1816).
- 1914 - A. Dorph, dansk maler (født 1831).
- 1938 - Gösta Ekman, svensk skuespiller (født 1890).
- 1948 - P. Munch, dansk politiker og minister (født 1870).
- 1959 - Edvard Eriksen, dansk billedhugger (født 1876).
- 1960 - Nevil Shute, engelskfødt australsk forfatter (født 1899).
- 1976 - Agatha Christie, britisk kriminalforfatterinde (født 1890).
- 1977 - Henri-Georges Clouzot, fransk filminstruktør (født 1907).
- 1982 - Emil Hass Christensen, dansk skuespiller (født 1903).
- 1983 - Einar Nørby, kgl. dansk operasanger (født 1896).
- 2003 - Maurice Gibb, australsk musiker og sangskriver fra Bee Gees (født 1949).
- 2005 - Poul Reinau, dansk musiker og reklamemand (født 1923).
- 2018 - Pierre Pincemaille, fransk organist (født 1956).
- 2020 - Roger Scruton, britisk filosof og samfundsdebattør (født 1944).

|  | Denne datoartikel kan blive bedre, hvis der indsættes et (bedre) billede Du kan hjælpe ved at afsøge Wikimedia Commons for et passende billede eller uploade et godt billede til Wikimedia Commons iht. de tilladte licenser og indsætte det i artiklen. |